# El canto del cuco
El canto del cuco (titulada en inglés The Cuckoo’s Calling) es la segunda novela para adultos de J. K. Rowling, la autora británica conocida por crear la serie de Harry Potter. Esta policíaca de 450 páginas fue publicada bajo el seudónimo de Robert Galbraith en el sello Sphere del Little, Brown Book Group y salió a la venta el 30 de abril de 2013.
En julio del mismo año la escritora confirmó que había sido ella quien la había escrito: «Hubiese querido mantener este secreto por más tiempo, ya que ser Robert Galbraith ha sido una experiencia sumamente liberadora. Fue maravilloso haber publicado un libro sin la expectativa o el bombo publicitario, y solo por el puro placer de recibir comentarios bajo un nombre diferente».
El libro, que tuvo excelentes críticas, había vendido 1500 ejemplares en su versión de tapa dura antes de que se supiera que la autora era la misma que había escrito la serie de Harry Potter, y apenas unas horas después de la confirmación por parte de Rowling, las ventas se dispararon, según Amazon, en más de un 507 000 %.
Poco después de reconocer que ella era la autora que se escondía tras el nombre de Robert Galbraith, Rowling declaró que ya tiene finalizada la primera secuela. En febrero de 2014 se confirmó que esta secuela llevaría como título original The Silkworm y sería lanzada el 19 de junio del mismo año.
La editorial madrileña Espasa del Grupo Planeta lanzó la novela el 14 de noviembre de 2013 con el título de El canto del cuco.

## Argumento
Después de perder su pierna de una mina terrestre en Afganistán, Cormoran Strike apenas sobrevive como investigador privado; le queda un solo cliente y los acreedores lo acosan. Por si fuera poco, acaba de romper con su novia y vive en la oficina.
Pero entonces llega John Bristow, que le pide investigar la muerte de su hermana, la supermodelo Lula Landry. La policía cree que Lula se suicidó tirándose de un balcón de un edificio del barrio londinense de Mayfair, pero John lo duda. Strike se sumerge en el mundo de bellezas multimillonarias, novias de estrellas de rock y diseñadores desesperados, mundo que le presenta todas las variedades del placer conocidas por el hombre, la seducción, y el engaño.

## Antecedentes
A lo largo de varios años, Rowling a menudo habló sobre escribir una novela policíaca. En 2007, durante el Edinburgh Book Festival, el escritor Ian Rankin declaró que su esposa había visto a Rowling escribiendo una novela de detectives en un café. Posteriormente Rankin retiró la historia, afirmando que era una broma. El rumor persistió con la especulación del diario The Guardian, que en 2012 afirmó que el próximo libro de Rowling sería una novela policíaca.

## Publicación
La cadena británica BBC informó que Rowling envió el manuscrito a los editores de forma anónima, y al menos uno de ellos, OrionBooks, lo rechazó. Finalmente fue aceptado por Sphere Books, un sello editorial perteneciente a Little, Brown & Company, con quienes Rowling había publicado su anterior novela, Una vacante imprevista, en el idioma inglés.